# تنگه هنگام
تنگه هنگام تنگه باریکی است که جزیره هنگام را از جزیره قشم در خلیج فارس جدا می‌کند. این تنگه با حدود ۲ کیلومتر عرض همسایه بسیار کوچکتر تنگه هرمز است. خلیج دیرستان در غرب این تنگه قرار دارد.